# Kawadarci
Kawadarci (t. Kawadarce, Kawardżik i Kawadardżik; maced. Кавадарци) – miasto w południowej Macedonii Północnej, w kotlinie Tikwesz, nad rzeką Łuda Mara. Ośrodek administracyjny gminy Kawadarci. Liczba mieszkańców – 29 188 osób (97% Macedończyków, 1% Cyganów) [2002].
Osadnictwo w okolicach Kawadarci datuje się od VII-VI wieku p.n.e. Miasto na miejscu dzisiejszego Kawadarci zostało założone prawdopodobnie w czasach hellenistycznych. Miasto leżało przy Via Egnatia. W V i VI wieku zostało zniszczone przez Awarów i migrujących Słowian. Za czasów osmańskich w mieście osieliło się wiele rodów z pobliskich miejscowości, zniszczonych przez Turków. Dzięki temu w XVII wieku Kavadarci stało się sporym miasteczkiem i głównym ośrodkiem regionu Tikwesz. Pierwsza wzmianka o osadzie pod dzisiejszą nazwą w paszałyku bitolskim pochodzi z 1823. Po wojnach bałkańskich i rozpadzie imperium osmańskiego muzułmanie i Turcy opuścili miasto i okolice – ostatni wyjechali w latach 1935–1936. W czerwcu 1913 Kawadarci było ośrodkiem lokalnego powstania przeciwko władzy serbskiej, stłumionego przez serbskie wojska.
Kawadarci jest największym w Macedonii Północnej ośrodkiem uprawy winorośli i produkcji wina, której tradycje sięgają tu IV wieku p.n.e. Obecnie w kotlinie Tikwesz zbiera się rocznie 85 tys. ton winogron, z czego 80% na wino. Ocenia się, że około 85% mieszkańców regionu utrzymuje się z winiarstwa. Największe piwnice to "Tikwesz", "Czekorow" i "Popow". W pierwszym tygodniu września odbywa się w Kavadarci festiwal "Tikweszki Grozdober" ("Tikweskie Winobranie"). Poza winem w mieście i okolicy produkuje się wysokiej jakości tytoń. Uprawia się też mak na opium.
W mieście działa huta żelazoniklu, prowadzona przez spółkę "FENI", o rocznej produkcji 5-7 tys. ton. Produkcja opiera się na bogatych miejscowych złożach rud żelaza i niklu tuż na południe od miasta. W 2000 w mieście utworzono pierwszą w Macedonii wolną strefę ekonomiczną. Niedaleko miasta na Crnej Rece leży wielki sztuczny zbiornik wodny Tikwesz.

## Miasta partnerskie
- Bolewac, Serbia
- Dobricz, Bułgaria
- Kovin, Serbia
- Makarska, Chorwacja
- Panagjuriszte, Bułgaria
- Pernik, Bułgaria
- Plewen, Bułgaria